# Setiles
Setiles község Spanyolországban, Guadalajara tartományban. Setiles Tordellego, El Pobo de Dueñas, El Pedregal, Ojos Negros és Tordesilos községekkel határos. Lakosainak száma 84 fő (2024).

## Népesség
A település népessége az utóbbi években az alábbiak szerint változott:
| Lakosok száma | 159  | 147  | 129  | 119  | 103  | 86   | 83   | 80   | 85   | 84   |
|               | 2001 | 2004 | 2006 | 2009 | 2011 | 2014 | 2016 | 2019 | 2021 | 2024 |